# João Carlos Rodrigues
João Carlos Rodrigues, mais conhecido como João Carlos, (Santos, 23 de junho de 1947 — Santos, 25 de fevereiro de 2020) foi um futebolista brasileiro, que atuava como zagueiro.
Jogando tanto como zagueiro quanto como lateral-direito, João Carlos começou na Portuguesa Santista, clube de sua cidade natal, em 1965. As boas atuações no time de Santos chamaram a atenção dos grandes clubes de São Paulo e João Carlos foi contratado pelo Palmeiras em 1972. No Verdão, ele foi tricampeão paulista e bicampeão brasileiro durante seu período no clube até 1976. Ainda jogou no Juventus, e voltou para a Portuguesa Santista, onde se aposentou em 1979. João Carlos faleceu no dia 25 de fevereiro de 2020, aos 72 anos, em Santos.

## Títulos
Palmeiras
- Campeonato Paulista: 1972, 1974 e 1976
- Campeonato Brasileiro: 1972 e 1973